# 표교역
표교역(標橋驛)은 지금의 경기도 이천시 마장면 표교리에 위치했던 수려선의 역이다. 현재 역이 있던 자리에는 자동차 정비업소가 들어서 있다.

## 역사
- 1930년 12월 1일 : 수원-이천 간 개통과 함께 영업 개시 (배치간이역)[1]
- 일자 불명 : 폐지
- 1955년 8월 21일 : 무배치간이역으로 영업 재개[2]
- 1967년 9월 1일 : 을종승차권대매소로 지정[3]
- 1972년 4월 1일 : 수려선 폐선과 함께 폐지[4]